# De Jongh frères

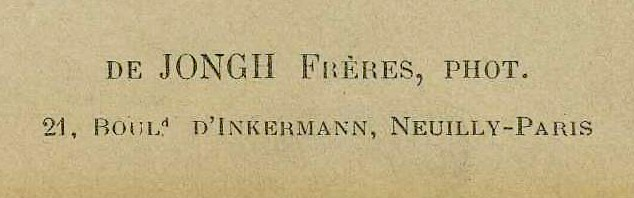
Signature commerciale de l'atelier.

De Jongh frères est un atelier photographique tenu à Neuilly-sur-Seine par trois frères Victor-Édouard de Jongh (1859-1926), Léon François-Francis de Jongh (1861-1944), et Auguste Clement de Jongh (1863-1947). Ils y produisent des photos de 1880 à 1903.

## Historique
D'origine néerlandaise, la famille De Jongh arrive en Suisse en 1793. À la génération suivante, les deux fils du chef de famille Emmanuel-Auguste, Francis (1833-1910) et Édouard (1823-1886) s'installent comme photographes à Marseille autour de 1860. Francis (I) ouvre un atelier à Vevey en 1864. Francis a trois fils qui émigrent en France et créent l'Atelier De Jongh frères à Neuilly en 1879. Installés d'abord au 15 rue de Longchamps, ils doivent s'agrandir et transfèrent leur atelier au 21 boulevard Inkermann en 1895.

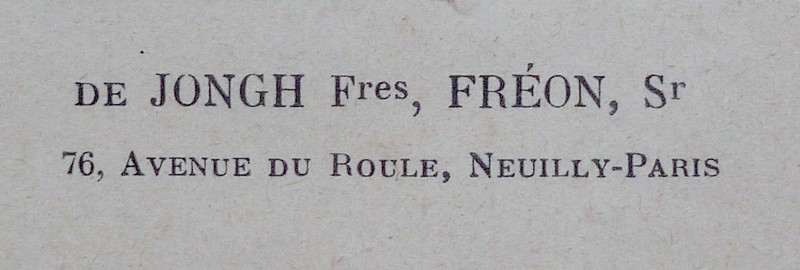
Louis Fréon, successeur des frères de Jongh.

En 1903,ils retournent en Suisse et vendent leur affaire à Louis Fréon qui s'installe au 76 avenue du Roule pour continuer leur activité.
Édouard ouvre son atelier à Lausanne en 1868. Son fils Francis (II) (1864-1928) a breveté le procédé photographique avec le grain imitant le dessin. L'atelier se développe sous la direction de son fils Gaston de Jongh, (1888-1973) qui devient une personnalité éminente de la photographie dans ce pays.

## Activité

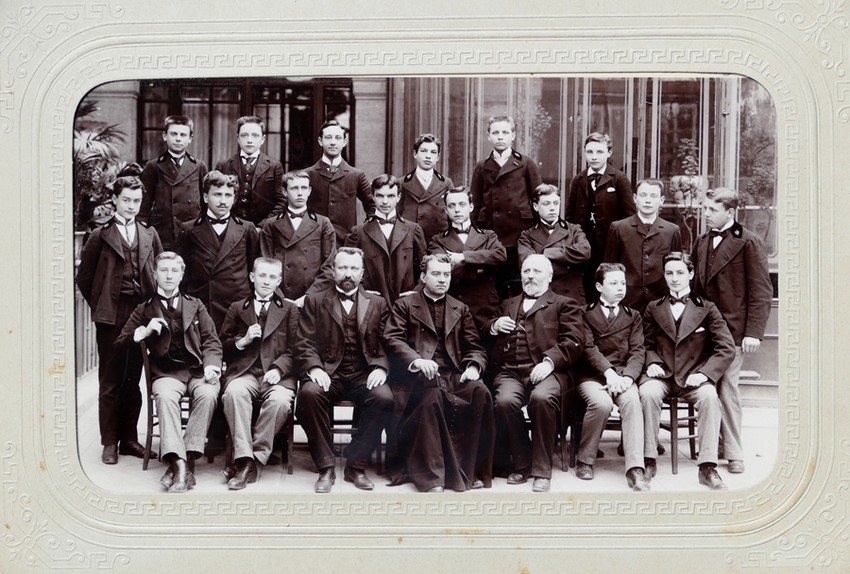
Classe de Sainte-Croix de Neuilly vers 1902 par De Jongh.

L'atelier photographique est connu pour des albums sur l'armée française et sur l'armée russe. Ils réalisent aussi de nombreuses photos de classes des lycées de Paris et province, ainsi que des groupes militaires, des entreprises industrielles ou des manufactures. Ainsi une série sur la manufacture de porcelaine Charles Ahrenfeldt, à Limoges, en 1900. Ils travaillent plutôt en grand format (23 × 15 cm), tandis que la production de photos-cartes de visites et cabinet est limitée à l'atelier de Neuilly.